# Koło Proudhona

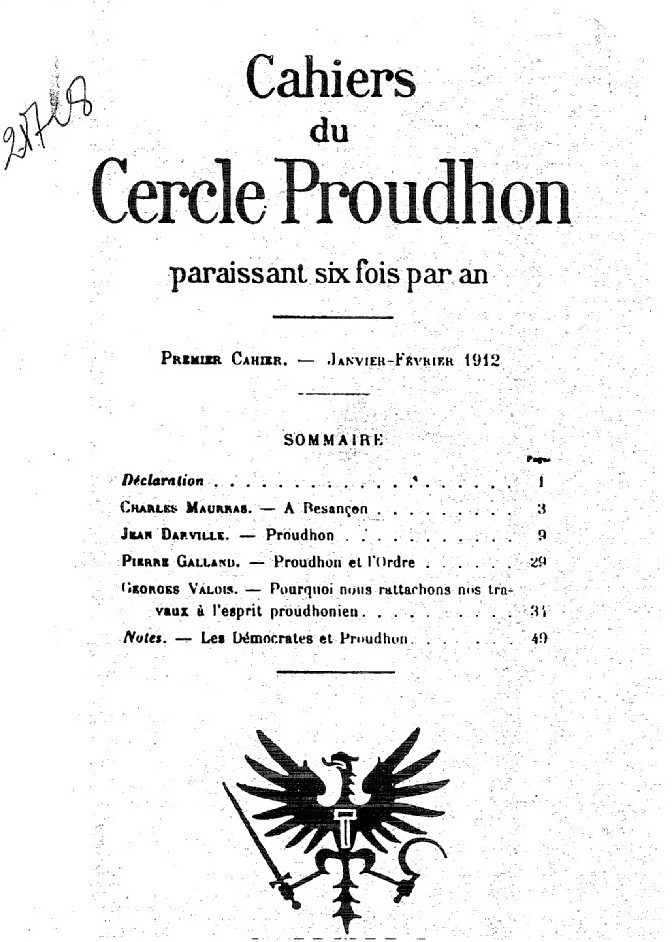
Okładka pierwszego numeru Cahiers du Cercle Proudhon, ze stycznia-lutego 1912 roku

Koło Proudhona (fr. Cercle Proudhon) – francuska grupa polityczna działająca w drugiej dekadzie XX wieku, stanowiąca platformę ideową zrzeszającą syndykalistów oraz monarchistów, związanych z Akcją Francuską. Jej patronem był anarchistyczny myśliciel Pierre-Joseph Proudhon.

## Historia
W ostatniej dekadzie XIX wieku krystalizuje się, przede wszystkim we Francji, ruch syndykalistyczny. Stanowił on radykalne skrzydło środowiska związków zawodowych, do którego wyłonienia przyczyniły się zdystansowanie części proletariatu do politycznej reprezentacji socjalistów, kroczącej w stronę reformizmu i przyjmującej reguły funkcjonowania w ramach burżuazyjnego systemu, oraz sprzeciw wobec liberalno-demokratycznego systemu III Republiki Francuskiej. Symbolicznym momentem dla sił zajmujących stanowisko kontestatorskie, grupujących się w znacznej mierze w Powszechnej Konfederacji Pracy (CGT), były wydarzenia z Draveil z 1908 roku, gdy premier Clemenceau kazał otworzyć ogień do strajkujących kolejarzy. Miały one obnażyć rzeczywisty stosunek panującego ustroju do sprawy robotniczej.       
Wpływ na ruch robotniczy chciała uzyskać monarchistyczna i nacjonalistyczna Akcja Francuska. Przejawiała ona także tendencje antykapitalistyczne, widząc w wyzysku przez plutokrację czynnik wynaradawiający robotników. Wspólny program negatywny, skierowany przeciw liberalnemu systemowi, stał się podstawą dla prób porozumienia się ruchów, wywodzących się z radykalnej prawicy i radykalnej lewicy, które miały na siebie wzajemnie oddziaływać ideowo. Akcja Francuska prowadziła rozmowy z poszczególnymi działaczami CGT, spośród których jedni zdecydowali się na współpracę, a inni nie.
W sierpniu 1909 roku Georges Sorel, naczelny myśliciel syndykalistyczny, inspirujący późniejsze Koło Proudhona, opublikował we Włoszech pracę La Déroute des mufles, w której przedstawił Akcję Francuską jako ruch mający położyć kres „rządom głupoty” we Francji. O środowisku skupionym wokół lidera tej formacji, Charlesa Maurrasa, pisał: „tworzą [oni] śmiałą awangardę walczącą z szumowinami, które zepsuły wszystko, czego dotknęły”.
Choć próby porozumienia nie zawsze były udane, dochodziło do kooperacji, jak w przypadku założonego przez Émila Janviona w 1908 roku dwumiesięcznika Terre libre, na łamach którego publikowali przedstawiciele obu kierunków. Podobnymi inicjatywami były czasopisma La Cité française, które ostatecznie nie ukazało się i pozostała po nim jedynie wstępna deklaracja, oraz L’Indépendance, którego tytuł wybrał sam Sorel.
Koło Proudhona, jako platforma współpracy między rojalistami i socjalistami, powstało w 1911 roku. W grudniu tego roku odbyło się pierwsze spotkanie grupy, któremu przewodniczył Charles Maurras. Założycielami i głównymi animatorami organizacji byli uczeń Sorela i syndykalista Édouard Berth oraz członek Akcji Francuskiej Georges Valois. Należało do niej około 20-30 młodych ludzi. Funkcjonowała ona przede wszystkim na poziomie intelektualnym i ideowym, jako swoiste „laboratorium idei”. W 1912 roku wydawano Cahiers du Cercle Proudhon (Zeszyty Koła Proudhona), które ukazały się tylko w dwóch numerach i miały łącznie 200 subskrybentów oraz 100 egzemplarzy sprzedanych w Paryżu. Mimo to Koło rozwijało się do wybuchu I wojny światowej. Sam Sorel, choć jak pisano w Cahiers „Bez […] Sorela Koło Proudhona nie mogło istnieć”, nie był bezpośrednio zaangażowany w jego działalność, a o maurrasistach zaczął wypowiadać się z czasem bardziej krytycznie.

## Myśl

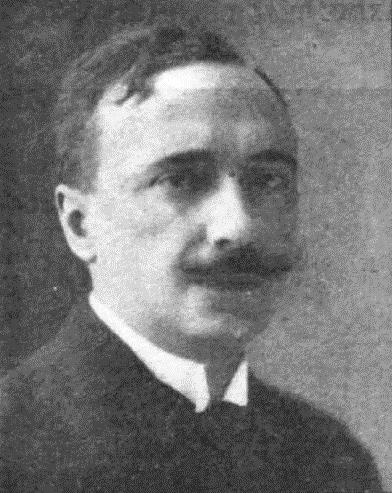
Georges Valois (1878-1945), jeden z założycieli i przywódców Cercle Proudhon

Celem naczelnym Koła Proudhona, o czym pisał Georges Valois, było przygotowanie porozumienia dwóch sił, które przez cały XIX wieku znajdowały się w stosunku do siebie w opozycji – nacjonalizmu i socjalizmu, reprezentowanego przez syndykalizm. Podstawą dla spotkania się obu nurtów miało być odrzucenie demokracji oraz rządów burżuazji, wyzyskującej klasę robotniczą. Znalazło to wyraz w deklaracji programowej zawartej w pierwszym numerze Cahiers du Cercle Proudhon ze stycznia-lutego 1912 roku:

„Demokracja jest najpoważniejszym błędem minionego wieku. Jeśli chcemy żyć, jeśli chcemy pracować, jeśli w życiu społecznych chcemy zachować najwyższe ludzkie gwarancje w produkcji i kulturze; jeśli chcemy uchronić                     i zwiększyć moralny, intelektualny i materialny kapitał cywilizacji naturalnym jest zniszczenie demokratycznych instytucji.
Idealna demokracja jest najbardziej głupim ze snów. Historyczna demokracja, realizowana w barwach współczesnego świata stanowi śmiertelną chorobę narodów, społeczeństw, rodzin i jednostek. Wychowują nas bez znajomości cnoty, zachęcają nas do uznania wszystkich form tego systemu. Teoretycznie jest to reżim wolności; praktycznie nienawidzi prawdziwych swobód i poddaje nas wielkim firmom złodziei i politykom zależnym od finansistów lub zdominowanych przez tych, którzy żyją z wyzysku producentów.”

Patronem Koła został Pierre Joseph Proudhon, myśliciel postulujący organizację społeczeństwa w oparciu o federację lokalnych zrzeszeń (syndykatów) i drobną własność. Jego myśl inspirowała syndykalistów, ale także nacjonaliści wypowiadali się o nim z uznaniem, widząc w nim, mimo głoszonego przezeń internacjonalizmu, „pisarza rewolucyjnego, ale francuskiego”. Bardziej bezpośredni wpływ na intelektualną działalność formacji mieli Georges Sorel i Charles Maurras.    
Pewną zbieżność korporacyjnej wizji organizacji społecznej, proponowanej przez Akcję Francuską, z syndykalistyczną widział Jean Rivain, który pisał, że socjaliści rozumieją konieczność korporacyjnej autonomii. Syndykaty miały w pewien sposób przypominać dawne gildie w swoim monopolu na produkcję. Zdaniem Bertranda Renouvina maurrasiści chcieli zaproponować robotnikom integrację ze wspólnotą narodową oraz rozwijali federacyjno-syndykalne teorie, uzupełniając je o monarchię. Osoba króla miała stanowić instytucję obrońcy przed wrogiem wewnętrznym i zewnętrznym w takim systemie.
Koło Proudhona bywa postrzegane jako jedno z miejsc, w których rodził się faszyzm. Édouard Berth określił później jego rys ideowy jako „fascisme avant la lettre” (faszyzm przed powstaniem nazwy faszyzm), co historyk dwudziestowiecznych totalitaryzmów Ernst Nolte określił jako nadużycie, wskazując na faszyzm jako bardziej jednolitą doktrynę, sposób organizacji i zachowania, a nie tylko zbiór teoretycznych przekonań. Z kolei badacz fenomenu faszyzmu Zeev Sternhell opisywał w swojej pracy Cercle jako „prawdziwe laboratorium idei”, które stworzyło grunt dla doktryny Le Faisceau, faszystowskiego ugrupowania założonego w 1925 roku przez Georgesa Valoisa, chcącego ożywić eksperyment syntezy narodowo-syndykalistycznej. Zaś o Akcji Francuskiej pisał że: „w tamtym czasie była radykalnym, bojowym, młodym ruchem, dostatecznie bliskim pewnej formie socjalizmu narodowego, próbującym stworzyć prawdziwą faszystowską syntezę”. Wielu badaczy wyraża jednak wątpliwość co do jednoznacznie rewolucyjnego charakteru tego ugrupowania.